# Madeira (tiểu vùng)
Madeira là một tiểu vùng thuộc bang Amazonas, Brasil, Brasil. Tiều vùng này có diện tích 221037 km², dân số năm 2007 là 130432 người.